# O Jogo das Contas de Vidro
O Jogo das Contas de Vidro (Das Glasperlenspiel, no original em alemão) é um romance de Hermann Hesse.
É o último trabalho e magnum opus do autor alemão Hermann Hesse. Iniciada em 1931 e publicado na Suíça em 1943, após ter sido rejeitado para publicação na Alemanha, o livro foi mencionado na citação de Hesse para o 1946 do Prêmio Nobel de Literatura.
"Glass Bead Game" é uma tradução literal do título alemão, mas o livro também foi publicado sob o título de Magister Ludi, latino para "mestre do jogo", que é um título honorífico concedido a personagem central do livro. "Magister Ludi" também pode ser visto como um trocadilho: "lud" (de lúdico) é um termo latino que significa tanto "jogo" quanto "escola".